# Gianna Maria Canale
Gianna Maria Canale (Reggio Calabria, 12 settembre 1927 – Sutri, 13 febbraio 2009) è stata un'attrice italiana.

## Biografia
Segretaria d'azienda, nell'estate del 1947 venne eletta Miss Calabria e si classificò seconda al concorso di Miss Italia vinto da Lucia Bosè. Durante il concorso di bellezza, che vide la partecipazione di altre future protagoniste del cinema italiano, come Gina Lollobrigida, Silvana Mangano ed Eleonora Rossi Drago, fu notata dal regista Riccardo Freda che, nonostante fosse sposato, se ne innamorò e le propose dei film confezionati su misura per esaltarne la bellezza. L'anno successivo la vide quindi in una parte di spicco, quello della baronessa Lehmann ne Il cavaliere misterioso (1948). Fu subito un grande successo, con copertine sulle riviste più popolari. Con Freda, che per lei abbandonò la moglie, iniziò un intenso rapporto, dentro e fuori dal set. I due si trasferirono in Brasile dove girarono Guarany (1950) e O Caçula do Barulho (1949), ma la Canale, mal sopportando il Sudamerica, obbligò Freda a tornare in Italia dove, nonostante questi contrasti, lei continuò a essere la sua protagonista preferita.
Ne Il conte Ugolino (1949) fece sfoggio del suo temperamento drammatico. Dello stesso anno è Totò le Mokò (1949) di Carlo Ludovico Bragaglia, al fianco di Totò, col quale nel 1955 girò anche Il coraggio. Nel 1951 fu invitata a girare un film a Hollywood e apparve sulla copertina di Life. Nel 1954 ottenne un'affermazione personale con Teodora di Riccardo Freda, e in seguito si specializzò nei ruoli in costume, come quello di Armida ne La Gerusalemme liberata (1957). Dalla metà degli anni cinquanta fu una delle regine del genere peplum e recitò in film di grande successo, come Le schiave di Cartagine (1956), Le fatiche di Ercole (1957) e La rivolta dei gladiatori (1958). Interpretò la baronessa Du Grand ne I vampiri (1957), ultimo lavoro diretto per lei da Riccardo Freda. Gianna Maria Canale fu tra le prime star (assieme a Mario Nascimbene, Ugo Tognazzi, Amedeo Nazzari, Giuseppe De Santis) a risiedere sulle colline del quartiere romano Monte Mario, all'epoca noto come la "Beverly Hills del cinema italiano" grazie all'arch. Filiberto Sbardella.
Rotto il rapporto col regista, Gianna Maria Canale apparve ancora in numerosi altri peplum e cappa e spada, alcuni di co-produzione francese. L'ultimo suo film importante è stato Il boom di Vittorio De Sica nel 1963, nel ruolo della frivola moglie di Alberto Sordi; l'anno successivo abbandonò il mondo dello spettacolo. A seguito di un grave incidente stradale rimase temporaneamente sfigurata da una paresi facciale, e si ritirò sull'isola di Giannutri.
Per oltre quattro decenni evitò le luci della ribalta. Con l'avanzare dell'età, la vita in una piccola isola priva di strutture e servizi, diventò disagevole: l'ex attrice si trasferì quindi a Sutri, dove morì il 13 febbraio 2009 a 81 anni.

## Filmografia
- Il cavaliere misterioso, regia di Riccardo Freda (1948)
- Totò le Mokò, regia di Carlo Ludovico Bragaglia (1949)
- Il bacio di una morta, regia di Guido Brignone (1949)
- O Caçula do Barulho, regia di Riccardo Freda (1949)
- Il conte Ugolino, regia di Riccardo Freda (1949)
- Cagliostro (Black Magic), regia di Gregory Ratoff (1949)
- Guarany, regia di Riccardo Freda (1950)
- Il figlio di d'Artagnan, regia di Riccardo Freda (1950)
- La vendetta di Aquila Nera, regia di Riccardo Freda (1951)
- Il tradimento, regia di Riccardo Freda (1951)
- Allo sbaraglio (Go for Broke!), regia di Robert Pirosh (1951)
- Vedi Napoli e poi muori, regia di Riccardo Freda (1952)
- La leggenda del Piave, regia di Riccardo Freda (1952)
- L'eterna catena, regia di Anton Giulio Majano (1952)
- Spartaco - Il gladiatore della Tracia, regia di Riccardo Freda (1953)
- Dramma nella Kasbah, regia di Edoardo Anton e Ray Enright (1953)
- Allarme a sud (Alerte au sud), regia di Jean-Devaivre (1953)
- L'ombra, regia di Giorgio Bianchi (1954)
- Teodora, regia di Riccardo Freda (1954)
- Madame du Barry, regia di Christian-Jaque (1954)
- Donne sole, regia di Vittorio Sala (1955)
- Il coraggio, regia di Domenico Paolella (1955)
- Napoleone Bonaparte (Napoléon), regia di Sacha Guitry (1955)
- La castellana del Libano (La châtelaine du Liban), regia di Richard Pottier (1956)
- Le schiave di Cartagine, regia di Guido Brignone (1956)

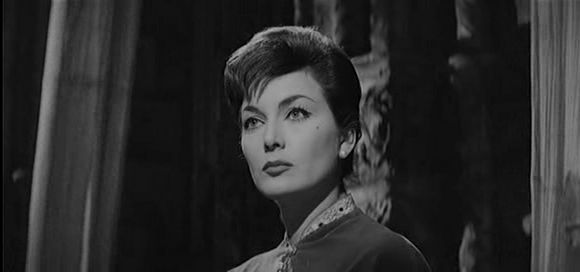
Gianna Maria Canale nel film I vampiri (1957)

- I vampiri, regia di Riccardo Freda (1957)
- La Gerusalemme liberata, regia di Carlo Ludovico Bragaglia (1957)
- Il corsaro della mezza luna, regia di Giuseppe Maria Scotese (1957)
- Le fatiche di Ercole, regia di Pietro Francisci (1958)
- La rivolta dei gladiatori, regia di Vittorio Cottafavi (1958)
- Tutta la verità (The Whole Truth), regia di John Guillermin (1958)
- Gli avventurieri dei tropici, regia di Sergio Bergonzelli (1959)
- I cavalieri del diavolo, regia di Siro Marcellini (1959)
- L'ultimo zar, regia di Pierre Chenal (1960)
- La regina delle Amazzoni, regia di Vittorio Sala (1960)
- Il conquistatore d'Oriente, regia di Tanio Boccia (1960)
- La Venere dei pirati, regia di Mario Costa (1960)
- Il segreto di Montecristo (The Treasure of Monte Cristo), regia di Monty Berman e Robert S. Baker (1961)
- Maciste contro il vampiro, regia di Mario Costa (1961)
- Il conquistatore di Corinto, regia di Sergio Corbucci e Giacomo Gentilomo (1961)
- Il guascone (Le chevalier de Pardaillan), regia di Bernard Borderie (1962)
- Il figlio di Spartacus, regia di Sergio Corbucci (1962)
- La tigre dei sette mari, regia di Luigi Capuano (1962)
- Il boom, regia di Vittorio De Sica (1963)
- Le avventure di Scaramouche, regia di Antonio Isasi-Isasmendi (1963)
- Il Leone di San Marco, regia di Luigi Capuano (1964)
- Il treno del sabato, regia di Vittorio Sala (1964)
- Il ponte dei Sospiri, regia di Carlo Campogalliani e Piero Pierotti (1964)

## Doppiatrici Italiane
- Lydia Simoneschi in Il cavaliere misterioso, Il conte Ugolino, La vendetta di Aquila Nera, Teodora, imperatrice di Bisanzio, I vampiri (nel ruolo di Gisella du Grand), Il coraggio, Il corsaro della mezzaluna, La rivolta dei gladiatori, Maciste contro il vampiro, La regina delle Amazzoni, La Venere dei pirati, Il conquistatore di Corinto, I cavalieri del diavolo
- Dhia Cristiani in La leggenda del Piave, Donne sole
- Andreina Pagnani in L'ombra, Le fatiche di Ercole
- Rita Savagnone in Il figlio di Spartacus, Il Leone di San Marco
- Tina Lattanzi in Il bacio di una morta
- Rina Morelli in Vedi Napoli e poi muori
- Clara Ristori in I vampiri (nel ruolo di Margherita du Grand)
- Rosetta Calavetta in La Gerusalemme liberata
- Lilla Brignone in Le schiave di Cartagine
- Antonella Steni in Il conquistatore d'Oriente
- Fiorella Betti in La tigre dei sette mari
- Maria Pia Di Meo in Le avventure di Scaramouche
- Gabriella Genta in Il ponte dei Sospiri